# Gevlamde tolhoren
De gevlamde tolhoren (Steromphala pennanti, synoniem Gibbula pennanti) is een zeeslakkensoort die behoort tot de familie Trochidae. De wetenschappelijke naam van de soort werd in 1846 voor het eerst geldig gepubliceerd door Rodolfo Amando Philippi als Trochus pennanti.

## Naamgeving en kenmerken
De gevlamde tolhoren is een mariene huisjesslak met een 10 tot 17 mm brede schelp die voorzien is van 5 tot 7 bolle windingen en een stompe top. De schelp is lichtgeel tot groengeel van kleur met een tekening van diagonaal weglopende paarse en donkerrode vlekken en strepen. De binnenzijde van de mondopening is parelmoerkleurig, die goed zichtbaar wordt als de buitenlaag bij de top afgesleten is.
De lichaamskleur van het slakje zelf is grijswit met paarse vlekken en strepen. Op de kop en voettentakels zijn in de regel donkere smalle en brede ringen zichtbaar.
De soortnaam is genoemd ter ere van Thomas Pennant (1726-1798), een welbekende schrijver over natuurlijke historie uit Wales.

## Verspreiding en leefgebied
Het verspreidingsgebied van de geclaimde tolhoren loopt vanaf de Kanaaleilanden tot de Atlantische kust van Spanje. De soort komt oorspronkelijk niet voor langs de Nederlandse Noordzeekust, maar werd in het verleden een paar keer aangetroffen in de omgeving van Yerseke.
Deze soort leeft op en onder met rood- en bruinwieren begroeide rotsen en in rotsspleten, soms ook op zandbodems. De voorkeur gaat vooral uit naar wieren zoals de gezaagde zee-eik (Fucus serratus) en riemwier (Himanthalia elongata).